# Hayrick
Hayrick è una città fantasma degli Stati Uniti d'America nella contea di Coke dello Stato del Texas.
Hayrick era situata a 9 miglia dal centro geografico della contea di Coke. Il suo nome deriva da quello del vicino monte Hayrick, così chiamato per la sua caratteristica sagoma che ricorda la forma di un covone (hayrick o haystack in inglese). Sebbene già dal 1879 i primi pionieri fossero presenti nella zona, la fondazione ufficiale dell'insediamento risale al 1887. Il villaggio aveva una popolazione iniziale di 25 abitanti e ospitava un ufficio postale. In seguito alla creazione della contea di Coke il 23 aprile del 1899, Hayrick venne scelta quale capoluogo di contea. L'area era tuttavia da molti ritenuta inadatta all'agricoltura e all'allevamento del bestiame a causa della scarsità di acqua. Ben presto esplosero aspre battaglie politiche, contrassegnate da episodi di violenza e incendi dolosi, tra le fazioni dei favorevoli e dei contrari allo spostamento del capoluogo della contea. Nel 1891 venne infine deciso tramite votazione di spostare il capoluogo a Robert Lee, 7 miglia a sud-ovest, dove si trasferì anche gran parte della popolazione di Hayrick. Il villaggio in passato ospitava varie strutture in legno che vennero successivamente bruciate o smantellate dagli abitanti per essere trasportate a Robert Lee, assieme alle loro abitazioni. Tra questi edifici vi erano un tribunale, una banca, una scuola, un negozio di generi vari, un albergo e la sede di un giornale (lo "Hayrick Democrat" in seguito ridenominato "The Coke County Rustler"). Attualmente tutto ciò che rimane di Hayrick è il solo cimitero. Hayrick ospitava anche una loggia massonica, la Hayrick Masonic Lodge n. 696.